# 杨宓贵灵
杨宓贵灵（Isobel Selina Miller Kuhn，1901年12月17日—1957年3月20日）是20世纪中国内地会派遣的一位加拿大女传教士，在中国云南省的傈僳族和泰国传教。

## 早年
1901年12月17日，杨宓贵灵出生在加拿大多伦多，祖先来自爱尔兰。
1922年，杨宓贵灵毕业于不列颠哥伦比亚大学英文系。1923年起，她任教于温哥华小学3年级。1924年，她在夏令会上深受在中国雲南怒江大峽谷向傈僳族传教的富能仁的影响，也立志前往，于是进入慕迪圣经学院，1926年发表毕业演说。

## 中國
1928年12月，楊宓貴靈由內地會派往中國。1929年11月4日，她在昆明與內地會美國籍傳教士楊志英（John Becker Kuhn）結婚。他們最初在雲南澄江傳教；1930年，他們被派往雲南大理傳教。第2年，她在大理生下了女兒鴻恩（Kathryn Alice-Ann）。
1934年，楊志英和楊宓貴靈終於進入怒江大峽谷，在傈僳族中間傳教。1938年5月，楊宓貴靈開辦了當地第一期雨季聖經學校。雨季聖經學校為傈僳族教會造就了不少領袖人才。1943年，楊宓貴靈生下了兒子。
1950年，共產黨政府強迫楊志英和楊宓貴靈離開中國，於是他們在泰國北部的傈僳族中繼續工作，直到 1955年。退休後，楊宓貴靈寫了8本書籍，包括。1957年3月20日，她因癌症在美國伊利諾斯州Wheaton去世。

## 著作
- 《尋》（By Searching: My Journey Through Doubt into Faith），慕迪出版社（1959年）
- 《我成了一台戏》（In the Arena），海外基督使团（1995年）
- 《绿叶常青 - 最后撤离中国的內地会宣教士》（Green Leaf in Drought），Harold Shaw Publications（1994年）
- Stones of Fire, Shaw Books (June 1994)
- Ascent to the Tribes: Pioneering in North Thailand，海外基督使团（2000）
- Precious Things of the Lasting Hills，海外基督使团（1977）
- Second Mile People, Shaw Books（1999年12月）
- Nests Above the Abyss，慕迪出版社(1964)